# 3-Metil-1-butanol
O álcool isoamílico é um álcool com odor bem forte, claro e incolor de fórmula (CH3)2CHCH2CH2OH. Ele é um dos isômeros do álcool amílico.